# الدوري الإكوادوري لكرة القدم 2007
الدوري الإكوادوري لكرة القدم 2007 (بالإسبانية: Campeonato Ecuatoriano de Fútbol 2007)‏ هو الموسم 49 من الدوري الإكوادوري لكرة القدم. أشرف على تنظيمه اتحاد الإكوادور لكرة القدم، وكان عدد الأندية المشاركة فيه 10، وفاز فيه ليجا دي كويتو.